# Knollenhals
Knollenhals ist eine Siedlung in der Gemeinde St. Aegyd am Neuwalde im Bezirk Lilienfeld in Niederösterreich.

## Geschichte
Das Kernhofer Gscheid wurde am Beginn des 17. Jahrhunderts besiedelt. Die ältesten Gebäude sind die Bauernhöfe am Oberknollenhals, das etwas weiter im Nordosten liegt, und in Unterknollenhals im Südwesten. In einem der Bauernhäuser ist in der Deckenschnitzerei die Jahreszahl 1621 vermerkt, womit das Gscheid und der Knollenhals ein paar Jahrzehnte früher urbar gemacht wurden als Kernhof, das erstmals 1647 erwähnt wurde. Es waren Waldbauern und später protestantische Holzknechte, die sich hier niederließen. 

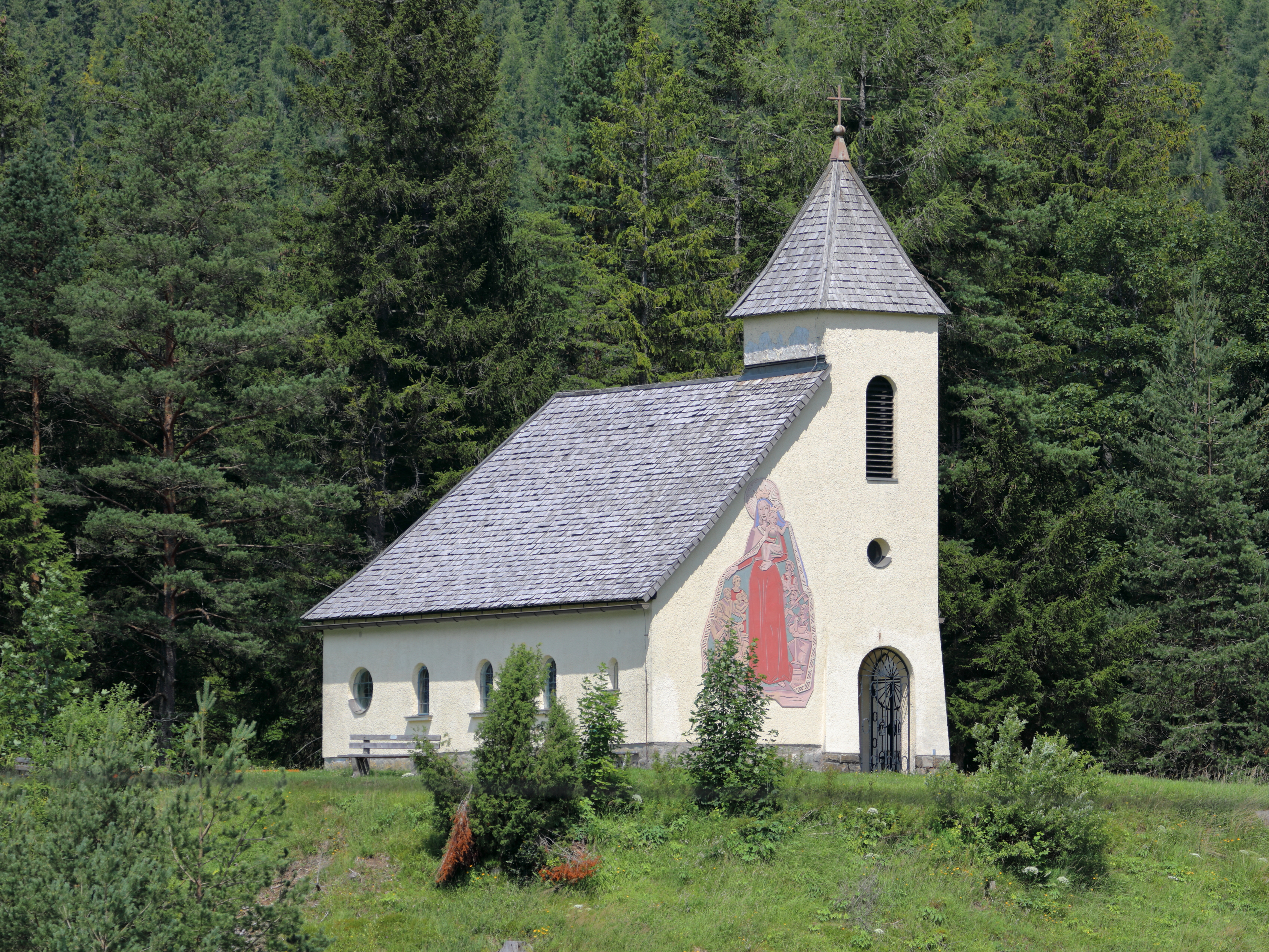
Kapelle „Maria am Gscheid“

Mit zunehmender Motorisierung und dem Ausbau der Gutensteiner Straße wurde das Gscheid verstärkt vom Ausflugsverkehr und als Route nach Mariazell genutzt. Einen weiteren Aufschwung erhoffte man sich vom Wintertourismus, als man ab 1966 die Göllerlifte errichtete. 1969 entstand am Unterknollenhals auch eine Ferienhaussiedlung.

## Sehenswürdigkeiten
- Die nach Plänen von Julius Bergmann im Marianischen Jahr 1953–1954 errichtete Kapelle Maria am Gscheid, vom späteren Kardinal Franz König geweiht, enthält ein Sgraffito von Sepp Zöchling.